# Graceton (Pennsylvanie)
Graceton est une census-designated place située dans le comté d'Indiana, dans l’État de Pennsylvanie, aux États-Unis. Lors du recensement de 2020, elle compte 211 habitants.